# Le Montet
Le Montet – miejscowość i gmina we Francji, w regionie Owernia-Rodan-Alpy, w departamencie Allier.

## Demografia
Według danych na rok 1990 gminę zamieszkiwały 534 osoby, a gęstość zaludnienia wynosiła 302 osoby/km². W styczniu 2015 r. Le Montet zamieszkiwało 501 osób, przy gęstości zaludnienia wynoszącej 283,1 osób/km².